# Kataka
Kataka (Katako) est un village du Cameroun situé dans le département de la Bénoué et la région du Nord. Il fait partie de la commune de Baschéo. 
Selon le Plan Communal de Développement de Baschéo, les diagnostics sectoriels à la base de la méthodologie utilisée dans le plan ont été lancés officiellement le 10 juin 2011 par le village de Katako.
Près du village de Katako, en pays Fali, se trouve le riche site archéologique de Hou (statuettes anthropomorphes).

## Population
Le nombre d’habitants était de 859 d’après le recensement de 2005. 